# Bunetice
Bunetice (bis 1927 slowakisch auch „Bujanovce“; ungarisch Bunyita) ist eine Gemeinde im Osten der Slowakei mit 93 Einwohnern (Stand 31. Dezember 2024), die zum Okres Košice-okolie, einem Teil des Košický kraj, gehört.

## Geographie

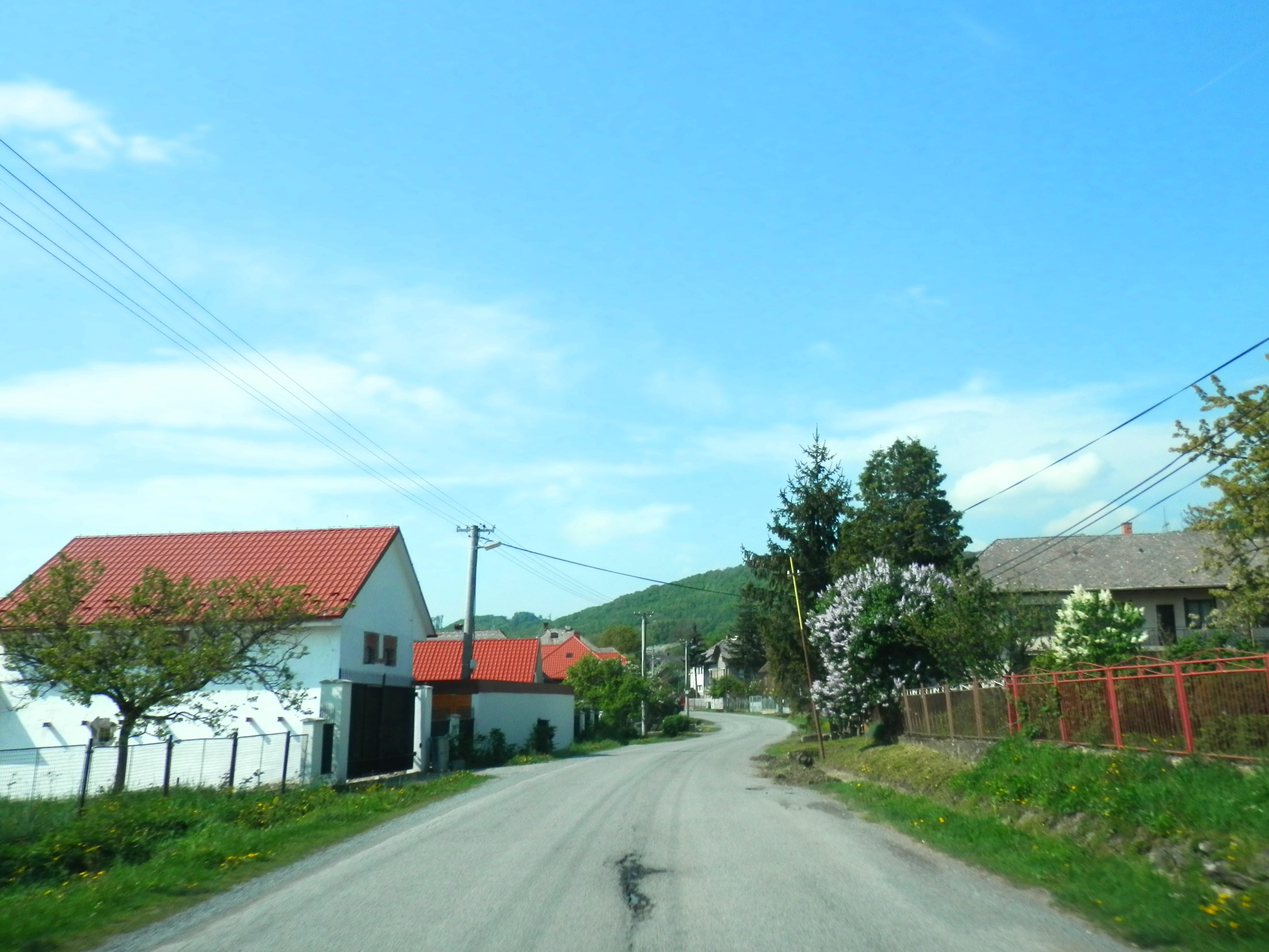
Bunetice

Die Gemeinde befindet sich im Ostteil des Talkessels Košická kotlina im Quellbereich des Baches Trstianka im Einzugsgebiet der Olšava und somit des Hornád. Das Ortszentrum liegt auf einer Höhe von 367 m n.m. und ist 25 Kilometer von Košice entfernt (Straßenentfernung).
Nachbargemeinden sind Žehňa im Norden, Tuhrina im Nordosten, Opiná im Osten und Südosten, Vtáčkovce im Süden, Varhaňovce im Westen und Brestov im Nordwesten.

## Geschichte
Bunetice wurde zum ersten Mal 1413 als Bonyatha (nach anderen Quellen erst 1427 als Bonitha) schriftlich erwähnt und 1427 Besitz von Georg de Doby. Im selben Jahr wurden 14 Porta verzeichnet. 1787 hatte die Ortschaft 17 Häuser und 137 Einwohner, 1828 zählte man 20 Häuser und 165 Einwohner, die als Landwirte und Waldarbeiter beschäftigt waren.
Bis 1918/1919 gehörte der im Komitat Sáros liegende Ort zum Königreich Ungarn und kam danach zur Tschechoslowakei beziehungsweise heute Slowakei.

## Bevölkerung
| Jahr                | 1994 | 2004     | 2014  | 2024    |
| ------------------- | ---- | -------- | ----- | ------- |
| Anzahl der Personen | 112  | 100      | 86    | 93      |
| Unterschied         |      | −10,71 % | −14 % | +8,13 % |

| Jahr                | 2023 | 2024    |
| ------------------- | ---- | ------- |
| Anzahl der Personen | 90   | 93      |
| Unterschied         |      | +3,33 % |

Gemäß der Volkszählung 2011 wohnten in Bunetice 85 Einwohner, davon 78 Slowaken. Sieben Einwohner machten keine Angabe zur Ethnie.
61 Einwohner bekannten sich zur römisch-katholischen Kirche, acht Einwohner zur Evangelischen Kirche A. B., vier Einwohner zur griechisch-katholischen Kirche, zwei Einwohner zu den Zeugen Jehovas und ein Einwohner zu den christlichen Gemeinden. Ein Einwohner bekannte sich zu einer anderen Konfession, ein Einwohner war konfessionslos und bei sieben Einwohnern wurde die Konfession nicht ermittelt.

## Verkehr
Durch Bunetice führt die Straße 3. Ordnung 3335 zwischen Kecerovce und Šarišské Bohdanovce.